# Bakteriofag Lambda
Enterobakteriefag-λ (lambdafagen, colifag λ) är ett bakterievirus, eller bakteriofag, som infekterar bakteriearten Escherichia coli (E. coli). Den upptäcktes av Esther Lederberg 1950 när hon märkte att utstryk av blandningar av två E. coli-stammar, av vilka den ena behandlats med ultraviolett ljus, hade små klara zoner. Detta virus har en temperat livscykel som gör det möjligt att antingen integrera sig i genomet hos sin värd genom lysogeni eller gå in i en lytisk fas (under vilken den dödar och lyserar cellen för att producera avkomma).
Fag-partikeln består av ett huvud (även kallad kapsid), en svans, svansfibrer (se bild av virus nedan). Huvudet innehåller fagens dubbelsträngade linjära DNA - genomet. Under infektion känner fagpartikeln igen och binder till sin värd, E. coli, och detta får det DNA som finns i huvudet av fagen att skjutas ut genom svansen, genom cellväggen och in i den bakteriella cellens cytoplasma. Vanligtvis startar en "lytisk cykel", där lambda-DNA replikeras och nya fagpartiklar produceras inne i cellen. Detta följs av att cellen lyserar, vilket gör att cellens innehåll, inklusive de fager som satts samman, släpps ut i miljön. Dock kan fag-DNA integrera sig i den mottagande cellens kromosom under vissa förutsättningar, vilket kallas lysogeni. I detta tillstånd kallas λ-DNA för en profag, och förblir integrerad i värdens arvsmassa utan att orsaka värden någon märkbar skada. Värden kallas för en lysogen när en profag är närvarande. Denna profage kan dock växla till en lytisk cykel om bakterien går in i ett stressat tillstånd.

## Anatomi

Bakteriofag lambdas virion (schematisk bild). Proteinnamn och kopietal i virionpartikeln visas. Förekomsten av L- och M-proteiner i virion är fortfarande oklar.

Viruspartikeln består av ett huvud och en svans som kan ha svansfibrer. Hela partikeln består av 12-14 olika proteiner med mer än 1000 proteinmolekyler totalt, samt en DNA-molekyl lokaliserad i fagens huvud. Det är dock fortfarande inte helt klart om L- och M-proteinerna är en del av virionen.

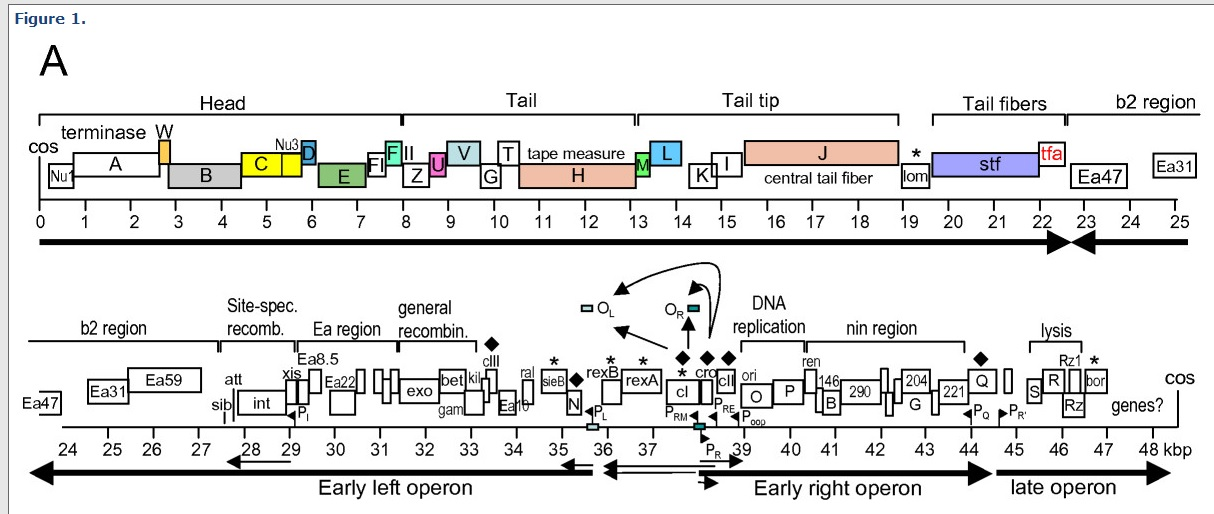
Linjär översikt av fag lambdas genom med större operon, promoterregioner och kapsidkodande gener.

Genomet innehåller 48,490 baspar av dubbelsträngad, linjär DNA, med 12-baser långa enkelsträngade segment vid båda 5'-ändarna. Dessa två enkelsträngade segment är "klibbiga ändar" av den så kallade cos-sekvensen. Cos-sekvensen cirkulariserar fagens DNA i den mottagande bakteriens cytoplasma. I sin cirkulära form är faggenomet därför 48,502 baspar långt. Lambda-genomet kan integreras i  E. coli-kromosomen och kallas då för en profag.

## Lambda som ett genetiskt verktyg
Fag Lambda har använts mycket som en modellorganism, och den har varit en rik källa till användbara verktyg inom bakteriell genetik, och senare inom molekylär genetik. Användningsområden inkluderar dess tillämpning som en vektor för kloning av rekombinant DNA, användning av dess sekvens-specifika rekombinas (int) för att kombinera klonade DNA-sekvenser genom "gateway-metoden", och tillämpningen av dess "Red"-operon, inklusive proteinerna Red alpha (även kallat "exo'), beta- och gamma i den gentekniska metod som kallas recombineering. Fag Lambda har också haft stor betydelse inom studierna av transduktion.